# Callopistria juventina
Callopistria juventina é uma espécie de insetos lepidópteros, mais especificamente de traças, pertencente à família Noctuidae.
A autoridade científica da espécie é Stoll, tendo sido descrita no ano de 1782.
Trata-se de uma espécie presente no território português.